# Albert de Codt
Albert Ignace Longin de Codt (Ieper, 15 maart 1762 - Brussel, 29 mei 1819) was burgemeester van Ieper en Tweede Kamerlid.

## Levensloop
Hij was een zoon van Henri-Louis de Codt (1725-1775) en van Marie-Madeleine Merghelynck (°1731). Henri-Louis was licentiaat in de rechten en schepen van de kasselrij Ieper. Hij had in 1756 adelserkenning bekomen.
In 1789 trouwde Albert met Marie-Isabelle Iweins (1761-1823). Er is niets bekend over zijn activiteiten tijdens de revolutiejaren. Pas onder Napoleon I kwam hij naar voor, eerst als schepen, vervolgens als maire van Ieper.
Bij de oprichting van het Verenigd Koninkrijk der Nederlanden behoorde hij onmiddellijk tot de grondwetsnotabelen en werd in 1815 benoemd tot lid van de Tweede Kamer, een functie die hij bekleedde tot aan zijn onverwachte dood. Hij was oppositioneel ten opzichte van koning Willem I. Hij behoorde tot de 20 leden die in 1818 vóór het (verworpen) initiatiefvoorstel-Reyphins over afschaffing van de oproerwetgeving uit 1815 stemden.
In 1816 verkreeg hij erkenning in de erfelijke adel met benoeming in de Ridderschap van de provincie West-Vlaanderen.
Hij was hoofdman van de rederijkerskamer De Getrouwe van Herten in Ieper en lid van de Koninklijke Maatschappij van Schone Kunsten en Letteren in Gent.
Onder de zes kinderen van het echtpaar de Codt - Iweins waren er:
- François de Codt (1791-1853), rechter bij de rechtbank van eerste aanleg in Ieper,
- Henri de Codt (1793-1857), stadssecretaris van Ieper,
- Charles de Codt (°1798), officier,
- Louis de Codt (1798-1840), ontvanger van de registratie.

Geen enkele van de kinderen de Codt trouwde, zodat bij het overlijden van Henri de Codt in 1857 deze familietak was uitgedoofd.